# 彭里斯和邊區 (英國國會選區)
彭里斯和邊區（英語：Penrith and The Border），英國國會一自治市選區，包括英格蘭西北部坎布里亞郡伊登的全部、首府卡萊爾市的東部，以及阿勒代爾的一部。
始於1950年。本區一直是保守黨的根據地。2010年大選中羅利·斯圖爾特以53.8%選票首次當選。